# كارولس دوران
تشارلز أوغست إيميل دوران، (بالفرنسية: Charles Auguste Émile Durand)؛ المعروف باسم كارولس دوران (ليل 4 يوليو 1837 - 17 فبراير 1917 باريس)، كان رساما فرنسيا ومدرسا للفنون. عُرِف كونه أحد أكثر أعضاء الطبقة العليا أناقة في الجمهورية الفرنسية الثالثة.